# Françoise Engel
Pour les articles homonymes, voir Engel.
Françoise Engel, née le 13 mai 1920 à Paris, où elle est morte le 7 mai 2005, est une actrice française.

## Biographie

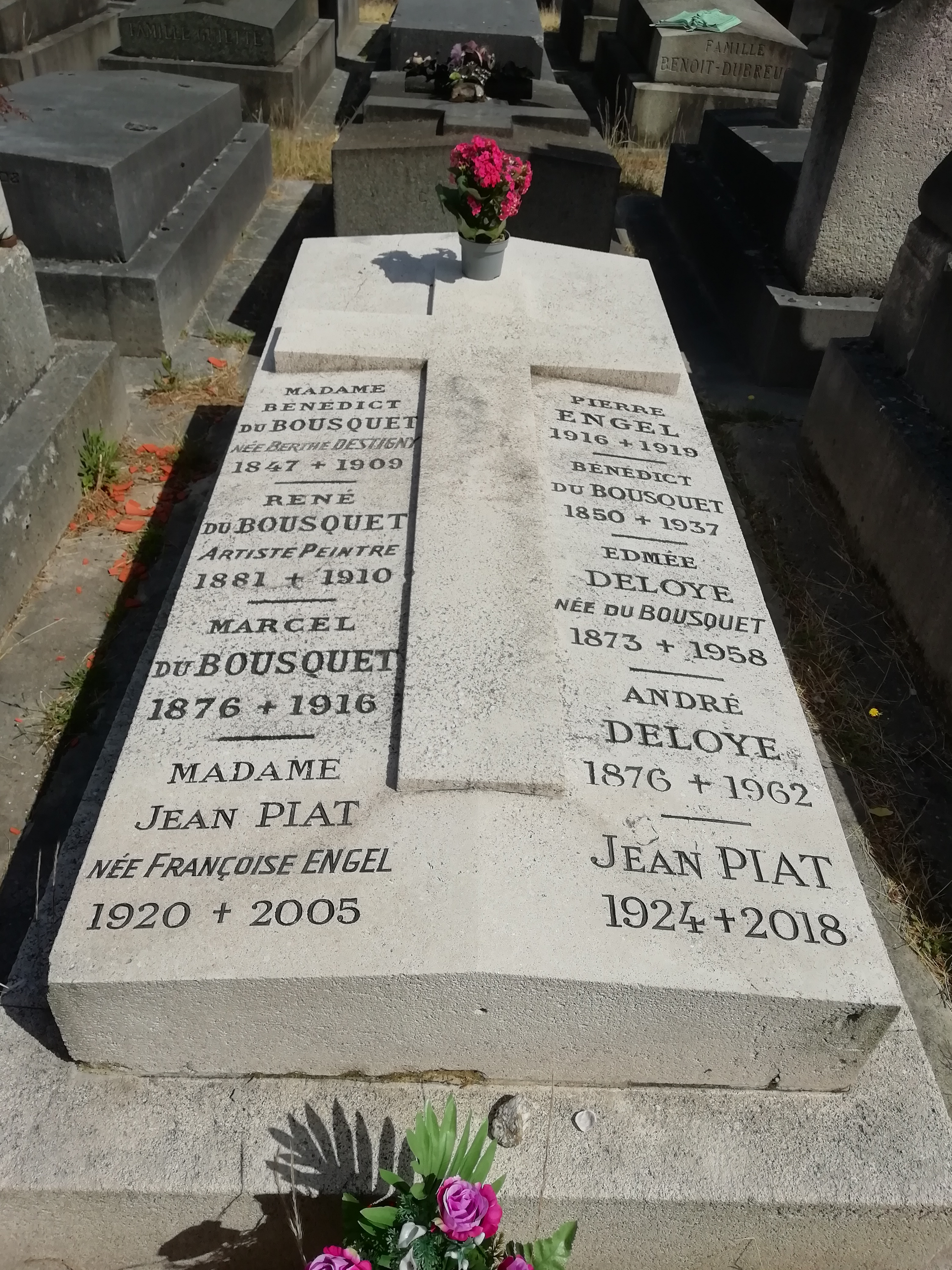
Tombe de Françoise Engel au cimetière du Montparnasse (division 27).

Comédienne essentiellement de théâtre, elle a été pensionnaire de la Comédie-Française de 1946 à 1960 et a enseigné au Cours Simon dans les années 1980.
À la télévision, elle a joué le petit rôle de Madame de Bouville dans la première version des Rois maudits (1972), série dans laquelle son époux Jean Piat occupait le rôle de Robert d'Artois, un des rôles principaux. Elle a également joué dans le téléfilm de Josée Dayan, adapté en 1977 de La Femme rompue, de Simone de Beauvoir.
De son mariage avec Jean Piat sont nées deux filles, Dominique en 1949, et Martine en 1952. Elle est inhumée au cimetière du Montparnasse (division 27, petit cimetière). Jean Piat la rejoint dans le même caveau le 21 septembre 2018.

## Théâtre
- 1946 : Un caprice d'Alfred de Musset, mise en scène Maurice Escande, Comédie-Française
- 1947 : Thérèse Raquin d'Émile Zola, mise en scène Jean Meyer, Théâtre des Célestins
- 1947 : Passage du malin de François Mauriac, mise en scène Jean Meyer, Théâtre de la Madeleine
- 1947 : Phèdre de Racine, mise en scène Jean-Louis Barrault, Théâtre des Célestins
- 1950 : Un conte d'hiver de William Shakespeare, mise en scène Julien Bertheau, Comédie-Française
- 1951 : L'Homme de cendres d'André Obey, mise en scène Pierre Dux, Comédie-Française
- 1951 : Madame Sans-Gêne de Victorien Sardou, mise en scène Georges Chamarat, Comédie-Française
- 1952 : Britannicus de Racine, mise en scène Jean Marais, Comédie-Française : Junie en alternance
- 1953 : Britannicus de Racine, mise en scène Jean Marais, Comédie-Française
- 1953 : Roméo et Juliette de William Shakespeare, mise en scène Julien Bertheau, Comédie-Française
- 1956 : Suréna de Corneille, mise en scène Maurice Escande, Comédie-Française
- 1958 : La Critique de l'École des femmes de Molière, mise en scène Jean Meyer, Comédie-Française
- 1959 : Le Cheval arabe de Julien Luchaire, mise en scène Jean Debucourt, Comédie-Française
- 1964 : Croque-monsieur de Marcel Mithois, mise en scène Jean-Pierre Grenier, Théâtre Saint-Georges, Théâtre des Ambassadeurs en 1966
- 1967 : Quarante Carats de Pierre Barillet et Jean-Pierre Grédy, mise en scène Jacques Charon, Théâtre de la Madeleine
- 1969 : Au théâtre ce soir : Rappelez-moi votre nom de Jean-Maurice Lassebry, mise en scène Jacques-Henri Duval, réalisation Pierre Sabbagh, Théâtre Marigny
- 1972 : Au théâtre ce soir : La Main passe de Georges Feydeau, mise en scène Pierre Mondy, réalisation Pierre Sabbagh, Théâtre Marigny
- 1973 : Au théâtre ce soir : La Reine blanche  de Pierre Barillet et Jean-Pierre Grédy, mise en scène Jacques Sereys, réalisation Georges Folgoas, Théâtre Marigny

## Filmographie

### Cinéma
- 1948 : Le Diable boiteux de Sacha Guitry : Rosine
- 1960 : Il suffit d'aimer de Robert Darène : Sœur Damien
- 1975 : À nous les petites Anglaises de Michel Lang
- 1981 : La Puce et le Privé de Roger Kay
- 1982 : Mon curé chez les nudistes de Robert Thomas : la comtesse Olga

### Télévision
- 1960 : Rouge d'André Leroux

1972 : Les Rois maudits, de Claude Barma – Rôle : Madame de Bouville